# Салгир
Салги́р (укр. Салгир, крымскотат. Salğır, Салгъыр) — самая длинная река Крыма, но не самая полноводная (таковой является Бельбек).
Длина русла реки — 232 км, площадь водосборного бассейна — 3750 км² (по другим данным, до 4010 км²). Ниже Симферополя ежегодно пересыхает более чем на три месяца.
Имеет важное хозяйственное (в том числе ирригационное) и рекреационное значение: на берегах реки много парков и набережных. Расход воды у с. Двуречье — 1,20 м³/с, при выходе на равнину — 2,5 м³/с.

## Этимология
Название Салгир О. Н. Трубачёв этимологизирует из индоарийского *sal-gir(i) «низвергающаяся с гор Salā». Второй компонент увязывается с др.-инд. girí- «гора», и.-е. *gṷer- «пожирать/извергать через уста», а первый компонент — реконструируемое название Крымских гор *Sal(a), происходящее от и.-е. *sal- «течь, текущая вода», др.-инд. sal- «двигаться, течь», которые кроме обозначения потока воды подходят также и для обозначения самого склона, служившего стоком. Тем не менее, теория Трубачева была раскритикована учеными (Грантовский Э. А., Раевский Д. С., М. Майрхофер, Г. Шрамм, Масленников А. А). Этимолог Ю. В. Откупщиков пишет, что в методологии «индоарийских» разысканий Трубачёва наиболее слабым местом является членение «имени собственного на „значимые“ части (своего рода принцип шарады), для каждой из которых отыскиваются созвучные древнеиндийские слова и корни». Согласно Э.Наширванову и В.А.Бушакову, название реки связано с тюркским (огузским) племенем салыр (салгир).

## Гидрография

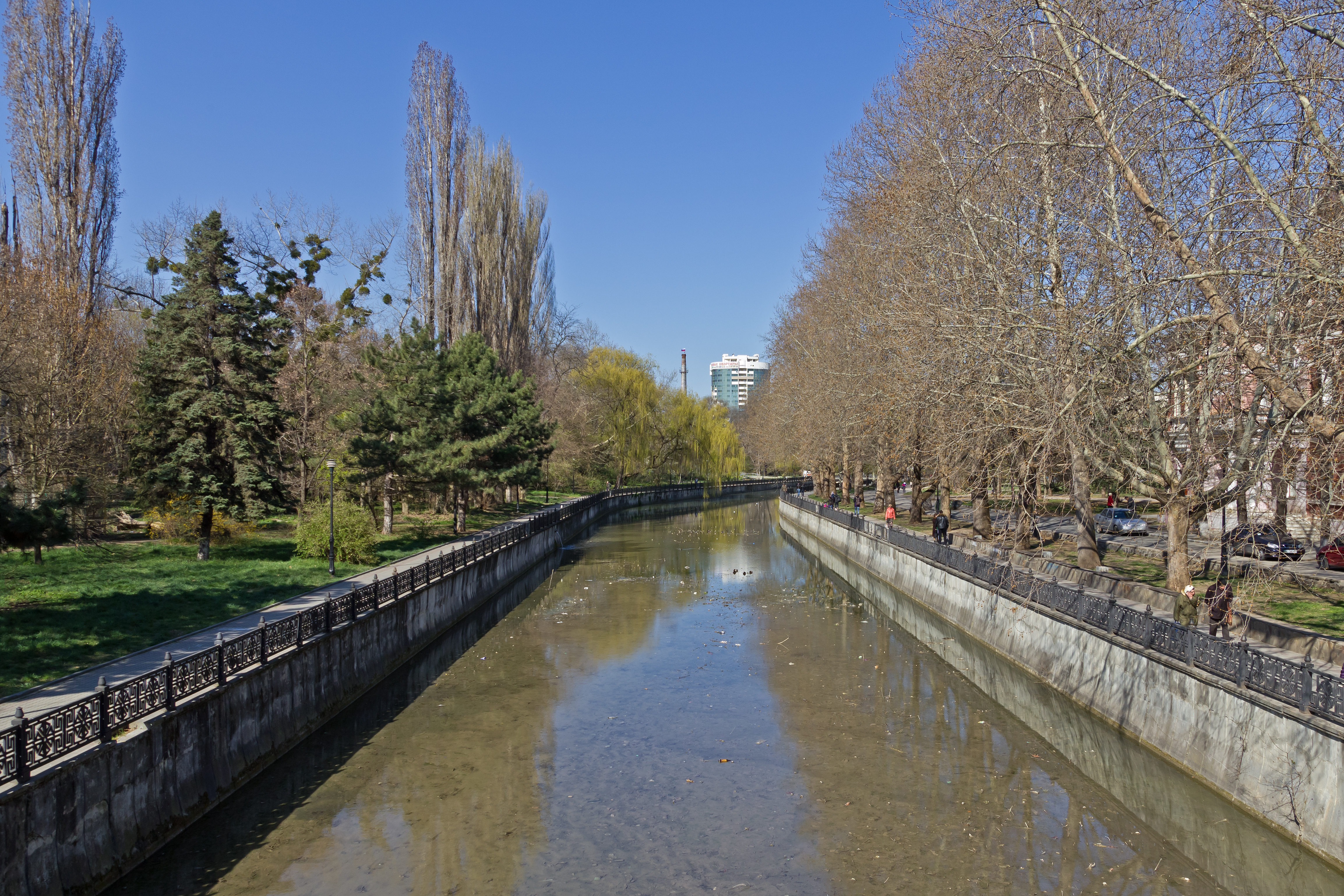
Река Салгир в Симферополе Парк культуры и отдыха «Екатерининский сад». 2014 год.

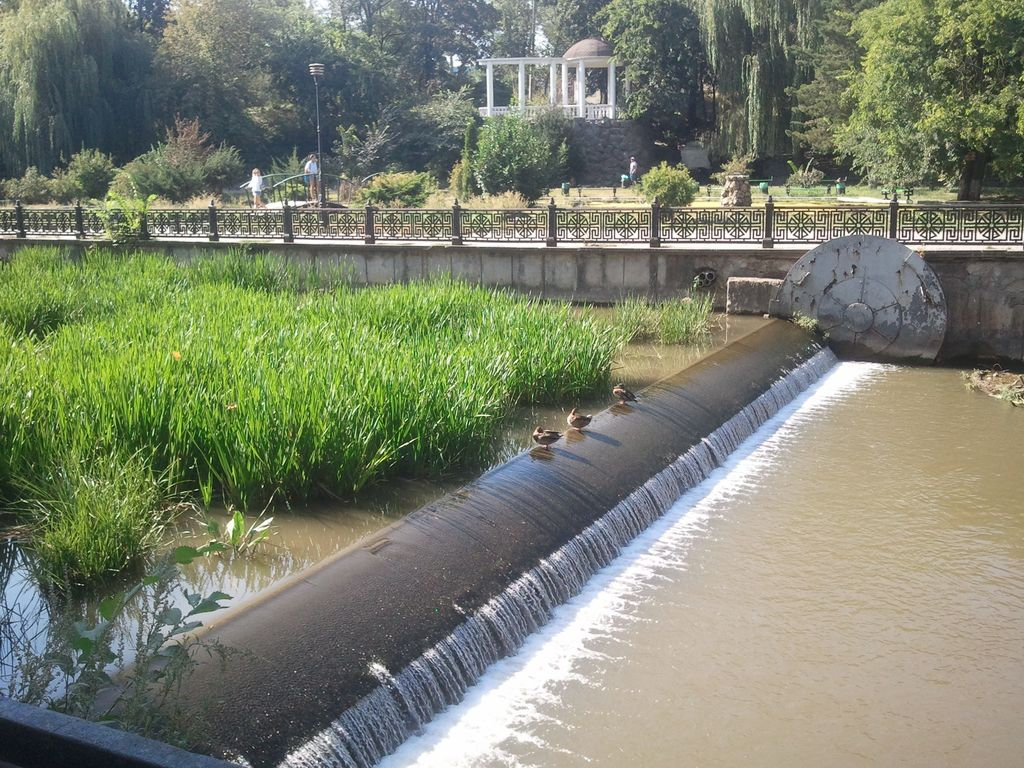
Подъемная перекатная плотина на центральной набережной Симферополя. 2018 год.

Берёт начало на склонах Чатыр-Дага от слияния рек Ангары и Кизилкобинки на высоте 390 метров над уровнем моря, впадает в залив Сиваш. В верхнем течении принимает левый приток Аян, дающий до 40 % стока. Около города Симферополь образует водохранилище. Пересекается Северо-Крымским каналом.
Долина преимущественно ящикообразная, в нижнем течении нечётко выражена, в приустьевой части отсутствует. Ширина долины колеблется в пределах от 300—600 метров (в верховьях) до 2—3 км (в низовьях). Русло извилистое, ширина его колеблется в пределах от 3—3,5 м до 8—15 м; в нижнем течении спрямлено и обваловано. Глубина на перекатах достигает 0,3—0,5 м, на плёсах — до 1,6 м. Падение русла в предгорной части достигает 6 м/км, в степной — 0,27 м/км.
В начале четвертичного периода древний Салгир был более многоводным, воды его текли быстрее и в ином направлении ниже Симферополя. Четыре древних Салгира оставили после себя обширные полосы галечников и песка. Один из них впадал в Каркинитский залив по Чатырлыкской балке, остальные три впадали в Чёрное море близ современной Евпатории. После того как Тарханкутский полуостров начал своё постепенное поднятие, воды Салгира потекли в сторону Сиваша. До 50-х годов XX в. Салгир считался притоком более полноводной реки Биюк-Карасу, так как Салгир не всегда доносил свои воды до места слияния с ней.
В летнее время в верховьях (выше Симферополя) река изредка пересыхает, ниже по течению ежегодно более чем на 3 месяца. Максимальное половодье наблюдается весной в связи с таянием снега в горах, вторичное также и в осенне-зимний период когда часты дожди и мокрый снег. В декабре 1933 году на Салгире был зафиксирован рекордно высокий расход воды — 118 м³/с (при среднегодовом расходе всего 1,29 м³/с у села Пионерское). Замерзает река не каждую зиму.

## Орошение и водоснабжение
Река Салгир включена в Салгирскую оросительную систему, снабжающую питьевой водой Симферополь, обеспечивающую водой нужды Симферопольской ТЭЦ, а также аграрных предприятий Симферопольского и Красногвардейского районов Крыма. Используется для водоснабжения и орошения. Её основным объектом является Симферопольское водохранилище, которое сооружено в 1951—1956 году.
После строительства Северо-Крымского канала реки Равнинного Крыма получили производственную индексацию. Салгир в устьевой части называется ГК-22 (дренажно-сбросной коллектор).
У села Софиевка ведётся строительство первого пруда-накопителя объёмом 100 тыс. м³, стенки и дно которого будут выстланы полиэтиленовой плёнкой.

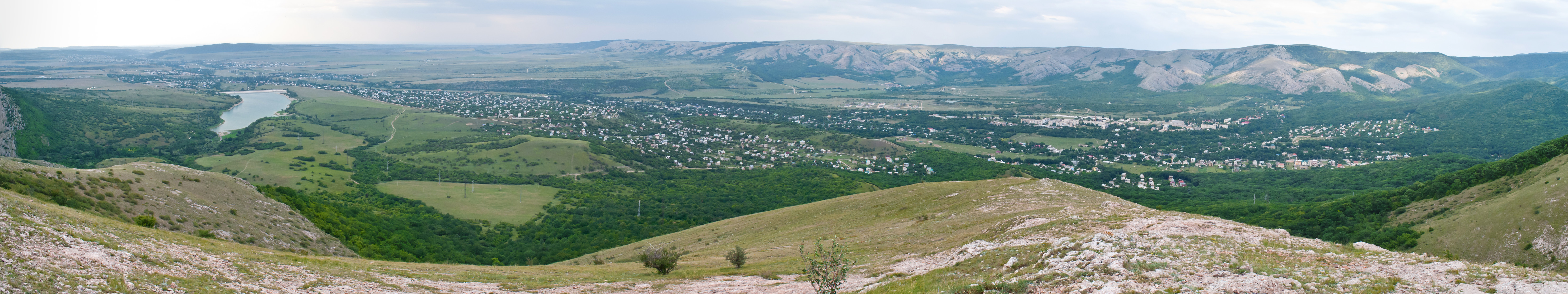
Долина Салгира в верхнем течении (от впадения Кизилкобинки до Симферопольского водохранилища). На переднем плане Аянское водохранилище.

## Притоки
Крупнейший правый приток — Биюк-Карасу.
Другие притоки: Джума, Тавель, Курцы, Малый Салгир, Беш-Терек, Зуя, Бурульча, Кучук-Карасу, Славянка, Казанка.

## Фауна
Обычные виды рыбы: карась серебристый, шемая, уклея, сазан, калифорнийский солнечный окунь, амурский чебачок, бычок, пескарь, голавль, плотва, окунь; в верховьях форель.

## Экологические проблемы

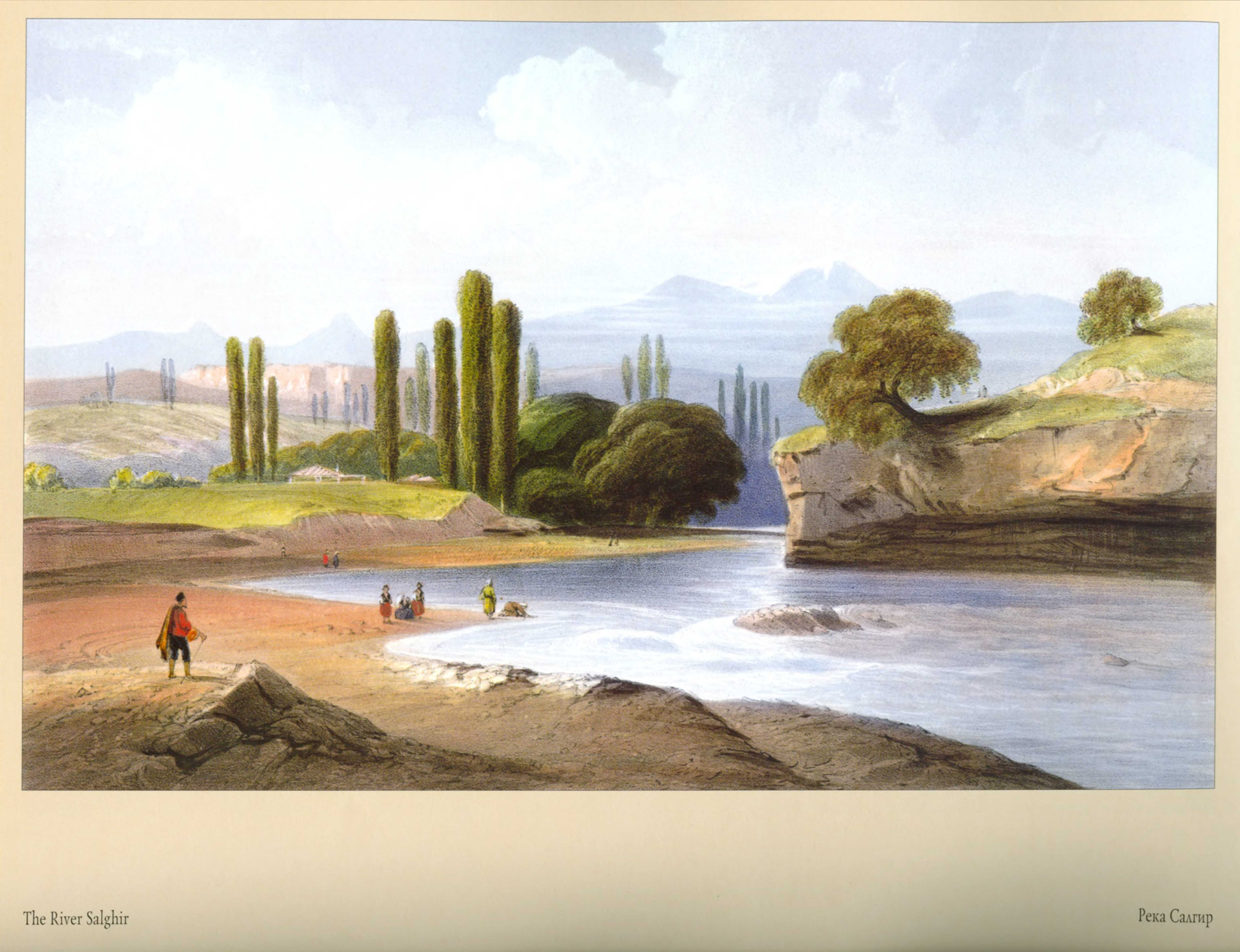
Карло Боссоли «Река Салгир», 1856 год

Путешествуя по Крыму в 1837 году, член Российской АН Анатолий Михайлович Демидов писал: «Из Салгира воду берут вёдрами и возят в бочках». Ведро воды из Салгира тогда стоило полкопейки. Вода отличалась кристальной чистотой. Однако уже в конце XIX века качество воды в реке ухудшилось, и её перестали употреблять для питья, пользуясь для этих целей водой из колодцев.
Основной проблемой Салгира, как и других крымских рек, является быстрое обмеление и, как следствие, обеднение их ихтиофауны. Ещё в 1895 году, выступая на Международном форуме геологов в Санкт-Петербурге, профессор Н. А. Головкинский выразил сожаление по поводу того, что: «… в конце XVIII столетия реки Салгир и Карасу — главные реки Крыма — были настолько многоводны, что в их устья входила морская форель, шемая и бычок, а в последнюю четверть XIX ст. даже весенняя вода не доходит до низовьев этих рек». Среди причин уменьшения водности им были названы в первую очередь бесхозяйственные вырубки леса, приводившие к эрозии, хотя ещё Пётр Великий издавал указы о запрещении вырубки лесов по берегам рек (1701 г.).